# エメラルド級軽巡洋艦
| エメラルド級軽巡洋艦     | エメラルド級軽巡洋艦 |
| ------------------------ | --- |
| 竣工直後の「エメラルド」 | |
| 艦級概観                 | |
| 艦種                     | 軽巡洋艦 |
| 艦名                     | Eで始まる単語 |
| 前級                     | ダナイー級軽巡洋艦 |
| 次級                     | リアンダー級軽巡洋艦 |
| 性能諸元                 | |
| 排水量                   | 常備：7,550トン（2番艦は7,580トン） 満載：9,435トン |
| 全長                     | 173.7m（573ft） |
| 水線長                   | 163.1m（-ft） |
| 全幅                     | 16.6m（54.5ft） |
| 吃水                     | 5.0m（16.5 ft） |
| 機関                     | ヤーロー式重油専焼水管缶8基 +ブラウン＝カーチス式ギヤード・タービン4基4軸推進                                                                                  |
| 最大出力                 | 80,000shp（59.6MW） |
| 最大速力                 | 33.0ノット（61 km/h） |
| 航続距離                 | 32ノット/1,350海里 20ノット/3,850海里 |
| 燃料                     | 重油：1,746トン |
| 乗員                     | 士官、兵員572名 |
| 兵装（竣工時）           | Mk XII 15.2cm（45口径）単装砲7基（エンタープライズのみ連装1基+単装5基） 10.2cm（45口径）単装高角砲3基 4cm（39口径）単装ポンポン砲2基 53.3cm三連装魚雷発射管4基 |
| 兵装                     | 舷側：38～76ｍｍ（水線部） 甲板：25mm（機関区上面のみ） 主砲防盾：25mm 主砲バーベット：25mm（最厚部） 司令塔：76mm                                             |
| 航空兵装                 | 水上機：1機 カタパルト：1基 |

エメラルド級軽巡洋艦 (Emerald class) またはE級軽巡洋艦 (E class) は、イギリス海軍の軽巡洋艦の艦級。

## 概要
エメラルド級は第一次世界大戦末期にドイツ海軍が建造したブルンマー級敷設巡洋艦（速力28ノット）に対抗する為、速力を重視した性能が求められた。結果、シェイクスピア級（ソーニクロフト型）嚮導駆逐艦2隻分用の機関を搭載する事により、速力33ノットを発揮可能な高速巡洋艦となった。1918年度海軍計画に於いて3隻の建造が承認されたが、3番艦「ユーフレイティーズ（Euphrates）」はフェアフィールド社ゴーヴァン造船所で起工後、1918年11月18日に建造が中止された。最終的に2隻が第一次大戦後の1920年代に就役した。

## 艦形

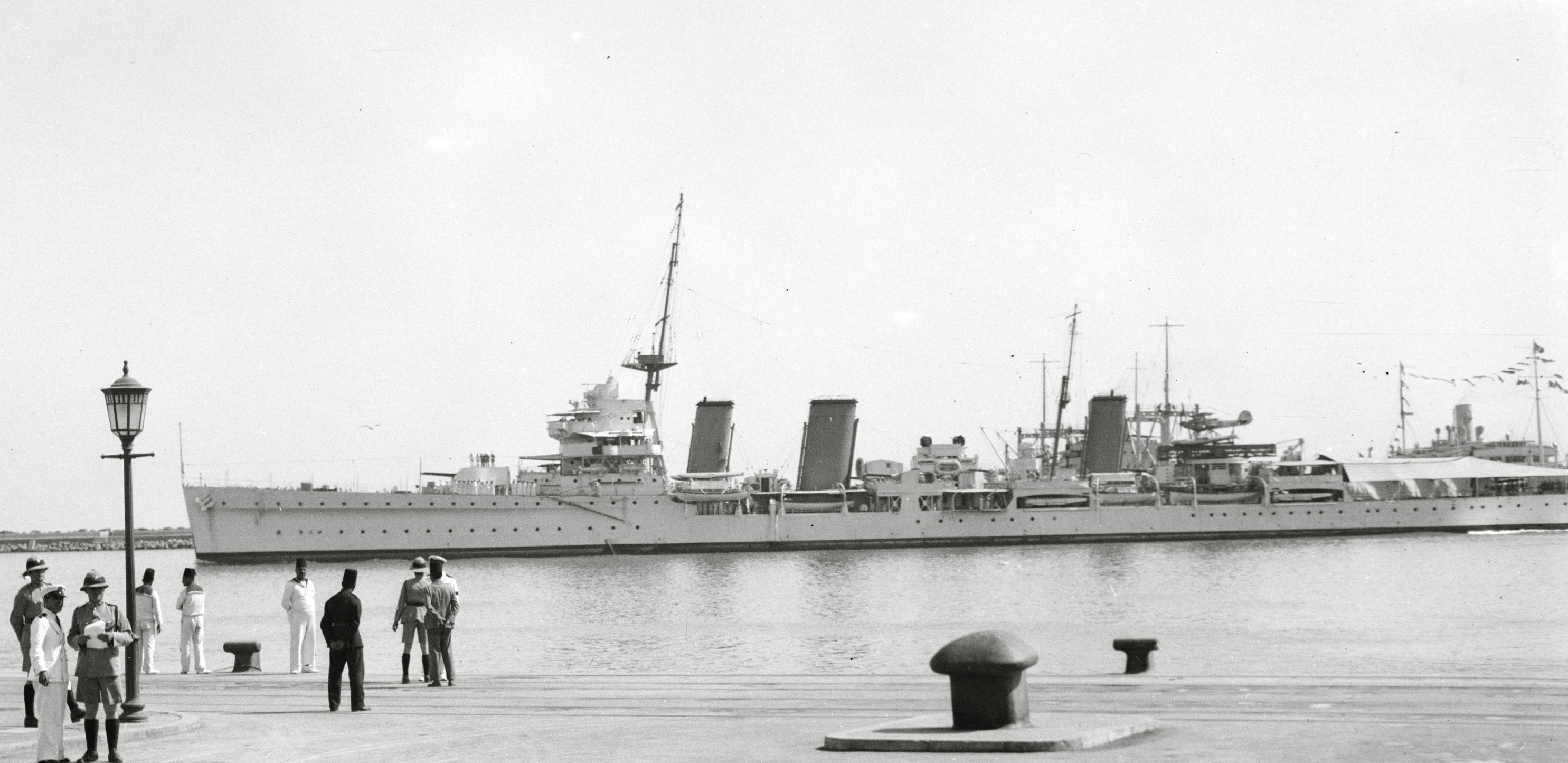
1936年に撮られた2番艦「エンタープライズ」。旋回型カタパルト上のはHawker Hart水上機

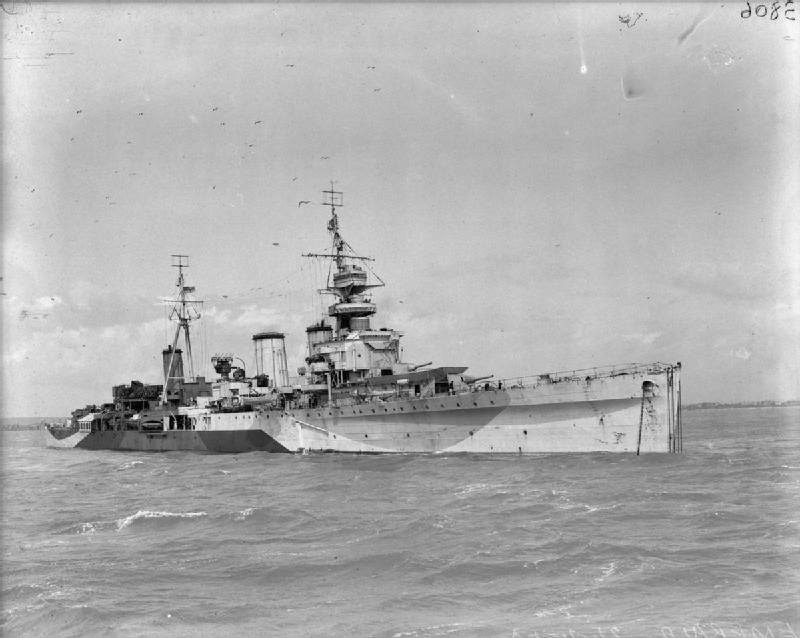
第二次世界大戦時の「エメラルド」。

エメラルド級の船体は船首楼型船体を採用していたが、船首楼は前級と異なり1番煙突の側面まで延長された。トローラー型艦首から甲板上に主砲の「Mk XII 1906年型 15.2cm（45口径）速射砲」の艦首砲の配置は姉妹艦で異なっており、「エメラルド」は1番・2番15.2cm砲を防盾の付いた単装砲架を背負い式に2基搭載していたが、「エンタープライズ」は新設計の連装砲塔に収めて1基を配置していた。司令塔を組み込み、測距儀を載せた艦橋を基部として頂上部に射撃指揮所を持つ三脚型の前部マストが立つ。1番・2番煙突が立ち、その背後に3番・4番15.2cm速射砲が片舷1基ずつ並列で2基配置された。その周囲は艦載艇置き場となっており、艦載艇は2本1組のボート・ダビットが片舷4組で計8組により運用された。
船体中央部に探照灯台と後部射撃指揮所が設けられ、その側面に対空火器として「10.2cm（45口径）高角砲」が片舷1基ずつ2基が配置、後部甲板上の3番煙突の背後に5番15.2cm砲1基が配置された。
後部甲板上に上部構造物が設けられ、後部単脚マストの後ろには6番・7番15.2cm砲が後ろ向きの背負い式配置で2基が配置され、その間に3番10.2cm高角砲1基が配置された。この武装配置により艦首方向に最大で15.2cm砲2門、舷側方向に最大で15.2cm砲6門・10.2cm砲2門・53.3cm魚雷発射管6門、艦尾方向に最大で15.2cm砲4門・10.2cm砲1門が指向できた。
就役後の1929年に53.3cm魚雷発射管はすべて撤去され、替りに新型の53.3cm四連装魚雷発射管4基が同位置に設置された。1930年代の水上機施設が3番煙突の後方に設けられ、旋回型カタパルト1基の上に水上機が搭載され、揚収用クレーン1基が設置する工事が「エメラルド」は1934年、「エンタープライズ」は1936年に行われた。

## 武装

### 主砲

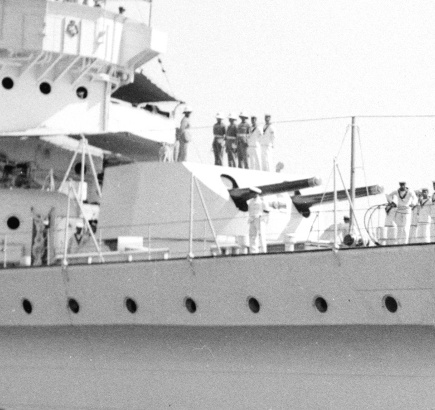
1936年に撮られた2番艦「エンタープライズ」。本艦のみ艦首に連装砲塔を搭載していた

エメラルド級の主砲は前級より引き継がれるMk XII 1906年型 15.2cm（45口径）砲を採用した。その性能は重量45.36kgの砲弾を仰角40度で19,660mまで届かせられるこの砲をCPXIV型単装砲架で7基を搭載したが、「エンタープライズ」のみ1番主砲がMark XVII型連装砲塔が採用されており連装砲1基と単装砲架5基と異なっていた。
俯仰能力は単装砲架も連装砲塔も変わらず、仰角40度・俯角5度で左右120度の旋回角度を持っていたが実際は上部構造物により射界の制限を受けた。砲の旋回、砲身の上下・砲弾の装填の動力は電動で補助に人力を必要とした。発射速度は毎分5～7発である。

### 備砲、魚雷兵装

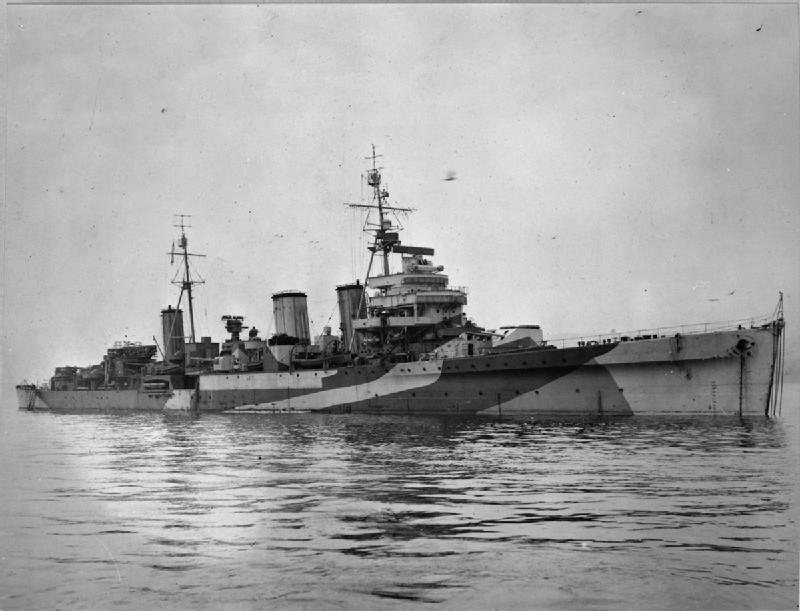
1942年に撮られた2番艦「エンタープライズ」。探照灯台と3番煙突の側面に新採用の「Mk V 10.2cm（45口径）高角砲」の砲座が見える。その後方に53.3cm三連装魚雷発射管室が配置された。

高角砲は新設計のMk V 10.2cm（45口径）高角砲を採用した。その性能は重量45.36kgの砲弾を仰角45度で14,950mまで届かせられ、最大仰角80度で高度8,763mまで到達できた。この砲を HA Mark III 型単装砲架で3基を搭載した。砲架の俯仰能力は仰角80度・俯角5度で旋回角度は左右180度の旋回角度を持っていたが実際は上部構造物により射界の制限を受けた。砲の旋回、砲身の上下・砲弾の装填の動力は人力を必要とした。発射速度は毎分10～15発である。
近接攻撃用にポンポン砲を連装砲架で1基搭載した。他に主砲では手に負えない相手への対抗として53,3cm魚雷発射管を三連装で片舷2基ずつ計4基装備した。

## 機関配置
エメラルド級はヤーロー式重油専焼水管細管缶8基に、推進機関ではブラウン・カーチス式ギヤードタービンを駆逐艦2隻分を搭載した事により推進軸数は前級の2倍の4基4軸となり最大出力80,000shp、最大速力33.0ノットを発揮した。しかし、その代償として重油1,600トン搭載で航続性能は20ノットで3,820海里と軽巡洋艦にしては短くなってしまった。
機関配置はボイラー搭載数を前級の6基から8基へと増加したために煙突の本数は増加してカロライン級軽巡洋艦以来の3本へと増加したが、この時にボイラー配置を前部ボイラー室&前部機械室+後部ボイラー室&後部機械室という「シフト配置」を採用したために前後のボイラー室が分離して3本煙突は前側に2本・後部に1本の特徴的な物となった。

## 同型艦
- エメラルド（英語版） Emerald (1926)
- エンタープライズ Enterprise (1926)
- ユーフレイティーズ Euphrates （建造中止）

## 参考図書
- 「世界の艦船 1996年11月増刊　イギリス巡洋艦史」（海人社）
- 「世界の艦船 増刊 2010年10月増刊　近代巡洋艦史」（海人社）
- 「Conway All The World's Fightingships 1906–1921」（Conway）
- 「Conway All The World's Fightingships 1922-1946」（Conway）
- 「Jane's Fighting Ships Of World War I」（Jane）